# Психический аппарат
Психический аппарат — в метапсихологии З. Фрейда: представление, способствующее пониманию психической деятельности человека. Гипотетическое подразделение психики на разнообразные системы или группы функций. В соответствии со структурной моделью, функции группируются в структуры Ид, Эго и Супер-Эго. 
Идея психического аппарата была выдвинута З. Фрейдом на ранней стадии возникновения психоанализа и неоднократно обсуждалась им по мере развития психоаналитической теории и практики.